# 小諸町
小諸町（こもろまち）は長野県北佐久郡にあった町。現在の小諸市の一部にあたり、発足時は中心部、廃止時は南西部を除く全域を占めた。現在の小諸市とは別の自治体である。

## 地理
- 山：高峰山、黒斑山、蛇骨岳
- 河川：千曲川

## 歴史

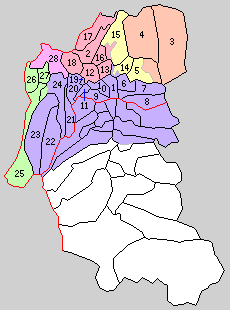
北佐久郡（町村制施行時）
1.岩村田町 2.小諸町 3.東長倉村 4.西長倉村 5.伍賀村 6.平根村 7.三井村 8.志賀村 9.高瀬村 10.中佐都村 11.中津村 12.三岡村 13.南大井村 14.御代田村 15.小沼村 16.北大井村 17.大里村 18.川辺村 19.五郎兵衛新田村 20.南御牧村 21.布施村 22.春日村 23.協和村 24.本牧村 25.芦田村 26.横鳥村 27.三都和村 28.北御牧村
現在の行政区画
紫：佐久市 赤：小諸市 桃：東御市 橙：軽井沢町 黄：御代田町 緑：立科町

- 1876年（明治9年）7月18日 - 小諸城下4町（荒町・市町・本町・与良町）と14町（耳取町・馬場町・袋町・足柄・筒井町・鹿島裏・五軒町・馬場裏・樋の下・七軒町・中棚・赤坂・大手・丁場）からなる貫属地（かんぞくち、武家町）が合併して佐久郡小諸町となる。
- 1879年（明治12年）1月4日 - 郡区町村編制法の施行により北佐久郡の所属となる。
- 1889年（明治22年）4月1日 - 町村制の施行により、小諸町が単独で自治体を形成。
- 1954年（昭和29年）
  - 2月1日 - 大里村・川辺村・北大井村と合併し、改めて小諸町が発足。
  - 4月1日 - 三岡村・南大井村と合併して小諸市が発足。同日小諸町廃止。

## 交通

### 鉄道路線
- 日本国有鉄道
  - 信越本線（現・しなの鉄道線）
    - 小諸駅
- 佐久鉄道→日本国有鉄道
  - 小海線
    - 乙女駅 - 東小諸駅 - 小諸駅
- 布引電気鉄道(廃止)
  -     - 押出駅 - 花川駅 - 小諸駅

### 道路
- 国道18号

現在は旧町域を上信越自動車道が通過するが、当時は未開通。

## 遺構

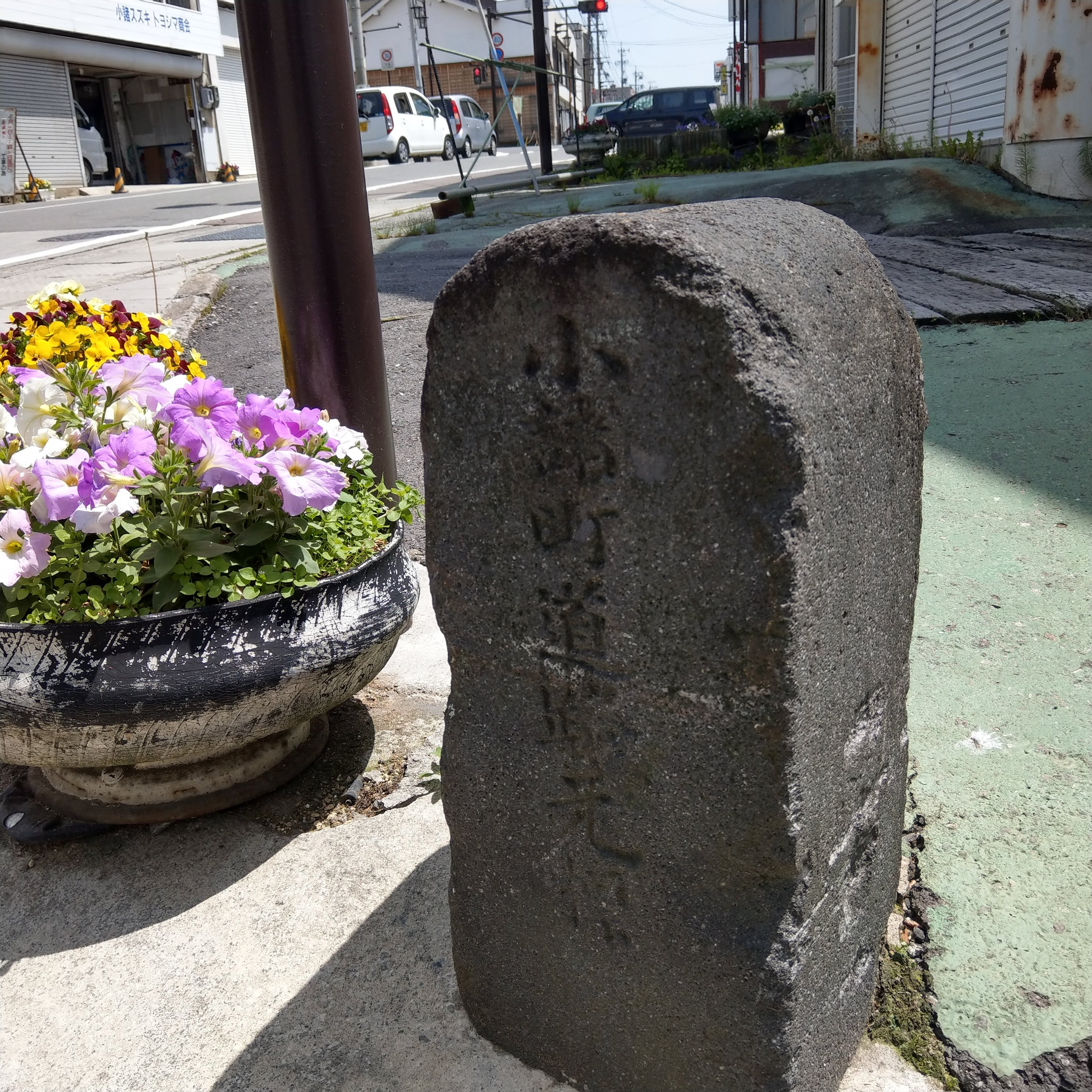
小諸町道路元標

- 小諸町道路元標小諸町道路元標　大正11年12月1日長野県告示第636号で小諸町の道路元標は字町屋敷甲2,959番ノ1地先と定められた。[1]